# Sestry augustiniánky od Panny Marie Utěšitelky
Sestry augustiniánky od Panny Marie Utěšitelky (anglicky: Augustinian Sisters of Our Lady of the Consolation) je ženská řeholní kongregace, jejíž zkratkou je O.S.A.

## Historie
Po zemětřesení roku 1863 v Manile požádali augustiniánští bratři aby přijely na pomoc obyvatelům nové sestry augustiniánky. Na Filipíny přijeli čtyři sestry pod vedením Inés Barceló Pagés a založily zde první komunitu sester augustiniánek od Panny Marie Utěšitelky, a to dne 6. dubna 1883.
Generální představený augustiniánů Tommaso Rodriguez uznal 31. května 1902 novou skupinu sester za nezávislou a zařadil je do augustiniánského řádu.
Dne 18. března 1952 získala kongregace od Svatého stolce schválení k činnosti.

## Aktivita a šíření
Kongregace se věnuje výchově a vzdělání mládeže, převážně sirotků.
Jsou přítomni na Dálném východu; generální kurie se nachází v Manile.
K roku 2008 měla kongregace 232 sester v 54 domech.